# Parque Diversiones
El Parque Diversiones Dr. Roberto Ortiz Brenes o simplemente Parque Diversiones, es un parque temático ubicado en el distrito La Uruca en San José, Costa Rica. Para disfrutar de las atracciones se debe de comprar tiquetes o un Pase Especial. El Parque de Diversiones cuenta con 2 áreas temáticas: una de juegos mecánicos y Pueblo Antiguo, esta última , dedicada a la Cultura de Costa Rica Antigua
El Parque Diversiones cuenta con una canción que trata sobre la creación y emoción que le causa a los niños que escuchan la melodia, Parque, parque diversiones, parque, lleno de emociones etc. Sobre la canción completa no está para el público ya que solo es de uso comercial, aunque en un futuro muy cercano sea Pública.

## Historia
A inicios de la década de 1950 no existía en Costa Rica una institución encargada de enfrentar enfermedades en niños. En 1954 los doctores costarricenses Carlos Saénz Herrera y Roberto Ortiz Brenes crearon la Asociación Pro-Hospital Nacional de Niños. 
Producto de una exhaustiva labor de recaudación de fondos, el 24 de mayo de 1964 se inauguró el Hospital de Niños, ubicado en la Avenida Paseo Colón y calle 20 en San José. En 1970, los miembros de la Asociación Pro Hospital de Niños pensaron en crear un mecanismo de ayuda económica permanente al presupuesto del hospital, idea que más tarde se convertiría en un parque de atracciones. El Parque Diversiones fue inaugurado el 18 de diciembre de 1981, durante la presidencia de Rodrigo Carazo Odio. 

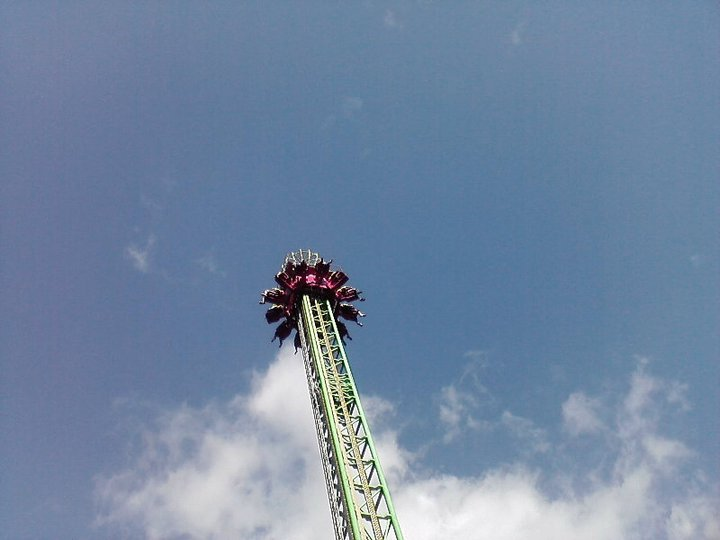
La Torre, atracción temática.

El 27 de octubre de 1997 fueron comprados los terrenos donde se ubica el Parque Diversiones, pasando a manos de la Asociación Pro-Hospital Nacional de Niños.

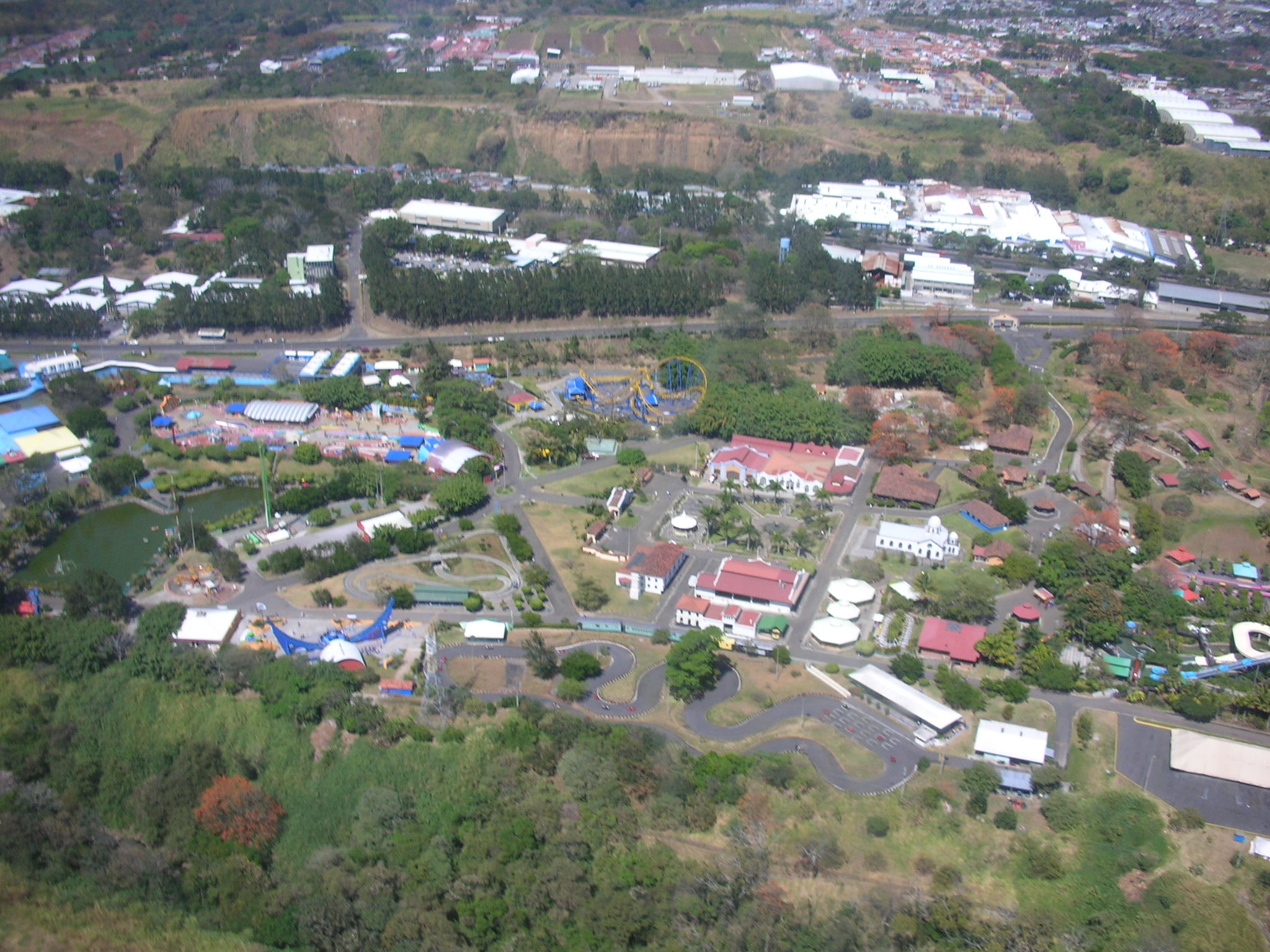
Vista aérea del parque.

## Temática
El Parque Diversiones se divide en varias zonas temáticas, que abarcan las atracciones destinadas a público infantil, juvenil y familiar:
- El área de temática tradicional, donde se ubican atracciones tales como la montaña rusa, rueda Chicago, carros chocones, conchas locas y otros. Esta área cuenta además con una sección destinada a niños, así como con el área de comidas y el área de juegos de video (estas últimas son áreas techadas).

- Pueblo Antiguo, que recrea escenas del pasado de Costa Rica, incluyendo réplicas a escala de edificios históricos costarricenses, así como escenas rurales del pasado bucólico del país. Durante el día se pueden encontrar obras de teatro costumbristas, bailes folclóricos y populares.  En Pueblo Antiguo también se localizan los juegos acuáticos del parque: el Pacuare y el Reventazón (bautizados así por los ríos Pacuare y Reventazón).

- Plaza Tío Conejo, construida en 2006, es una zona temática inspirada hacia los niños, un terreno de 7000 metros cuadrados, cuenta con varias atracciones, todas de la compañía Italiana Zamperla.

- En los años siguientes el parque instala atracciones con temática propia, en lugar de hacer grandes zonas temáticas, un ejemplo es Tornado F5, cuya temática trata de una granja que es devastada por un tornado de categoría F5. *parque historical , 2 juegos como son rompecabezas y sudoku en lines as I como tic tac top ( Gatorade). * complejo histórico la historia de Ana Sofía y torbellino en  tercios del fin de año 2018 con la serie los cazatormentas con 7 portales y 47 pistas

## Horario
- Horario Temporada Baja: De viernes a domingos de 9:00 a. m. hasta las 5:00 p. m.
- Horario Temporada Alta Fin de Año :  De lunes a jueves de 9:00 a. m. hasta las 5:00 p. m. y de viernes a domingos de 9:00 a. m. hasta las 5:00 p. m.

Desde marzo de 2020 a raíz de la pandemia por Covid 19, el parque estuvo cerrado por tiempo indefinido hasta el 1 de diciembre de 2021, acatando las disposiciones sanitarias del ministerio de salud durante la emergencia por el virus. Además, en octubre del mismo año, el parque anunció el cierre de operaciones de manera indefinida debido al impacto económico causado por la pandemia.
En octubre de 2021 anuncio el Ministerio de Salud el abrimiento del lugar, no dijeron el día que abrirían el lugar pero dijeron que abriría en diciembre de ese año, se confirmó que reabrirá sus puertas el 1 de diciembre.

## Plaza de Comidas y Servicios

### Plaza de Comidas
El Parque ofrece una Plaza de Comidas la cual incluye :
- "'Burguer Parke"'

Tipo de comida  : Hamburguesas
- "'Iglú Parke"'

Tipo de comida : Helados , postres y malteadas o batidos de la marca Dos Pinos.
- "'Taco Bell"'

Tipo de comida : Comida Texana y Mexicana.
- "'AS"'

Tipo de comida : Pollo y productos que lo contengan.
- "'Pizza Hut"'

Tipo de comida : Pizza y comida italiana.
- "'Cosechas"'

Tipo de comida : batidos, ensalada de frutas entre otros 
- "'El Ventolero de Pueblo Antiguo"'

Tipo de comida : Gastronomía de Costa Rica

### Información de Interés
- Tiendas de Convivencia
- Enfermería
- Parqueo
- Alquiler de coches y lockers

## Atracciones
- Infantiles
  - Abejones
  - Barkito
  - Botes Chocones
  - Caballitos
  - Choconitos
  - Convoy
  - Globitos
  - Ghibli
  - Magicicletas
  - Mini Torre
  - Tacitas Locas
  - Teletren
  - Play Parke
- Familiares
  - Electrónicos
  - Pacuare
  - Reventazón
  - La Oruga y Ciempiés
  - Splash Caribe
  - Torbellino
- Juveniles
  - Bocaracá
  - Bumerán
  - Chocones
  - Conchas locas
  - Disko
  - La Torre
- Rueda de Chicago
  - Sky Master
  - Tornado